# Rhinotragus longicollis
Rhinotragus longicollis är en skalbaggsart som beskrevs av Bates 1880. Rhinotragus longicollis ingår i släktet Rhinotragus och familjen långhorningar.
Artens utbredningsområde är:
- Costa Rica.
- Nicaragua.
- Panama.

Inga underarter finns listade i Catalogue of Life.